# Moorveld
Moorveld, en limbourgeois Mwórveld, est un village néerlandais situé dans la commune de Meerssen, dans la province du Limbourg néerlandais.